# Ekonomika Nauru

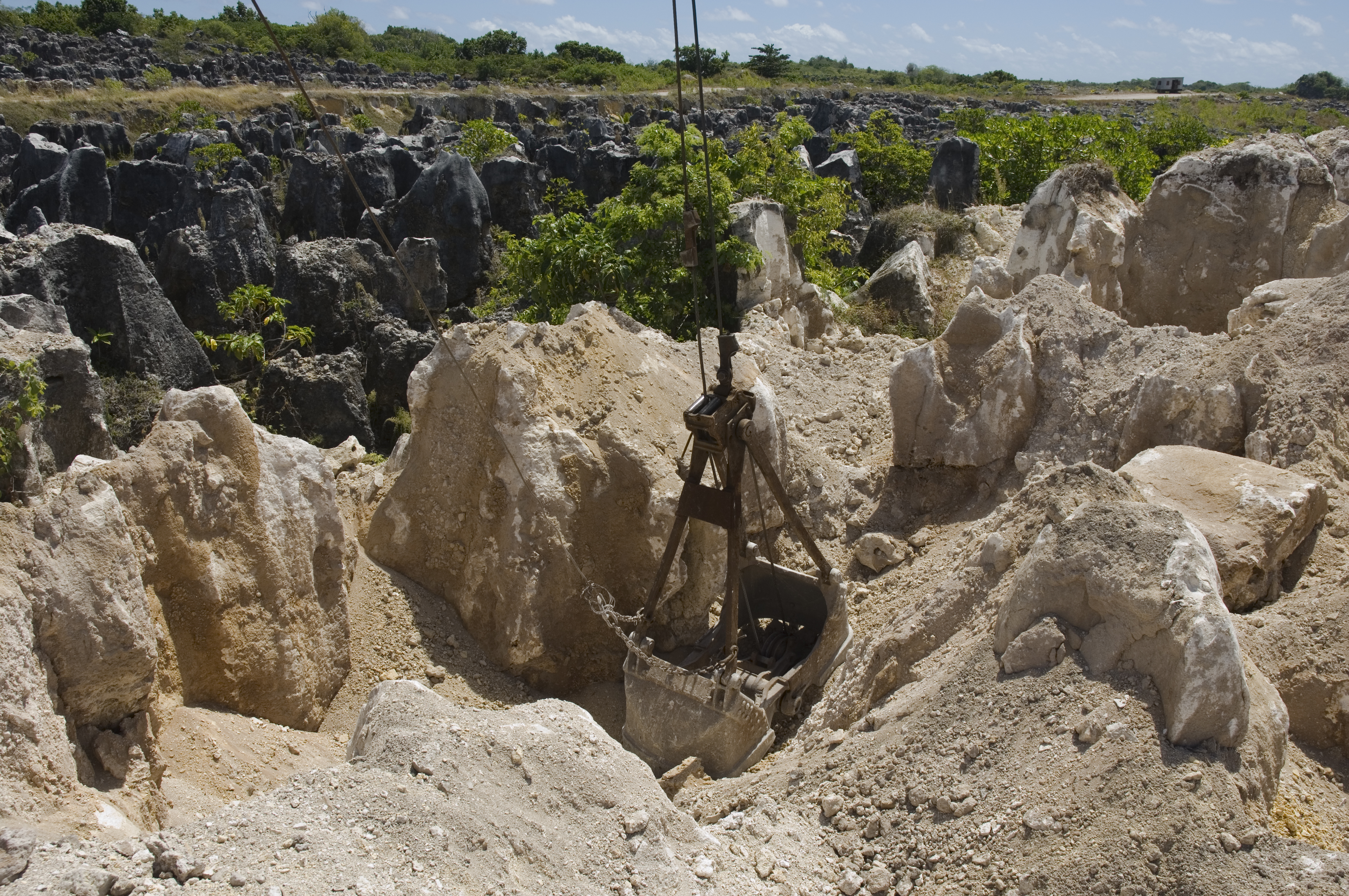
Těžba fosfátu.

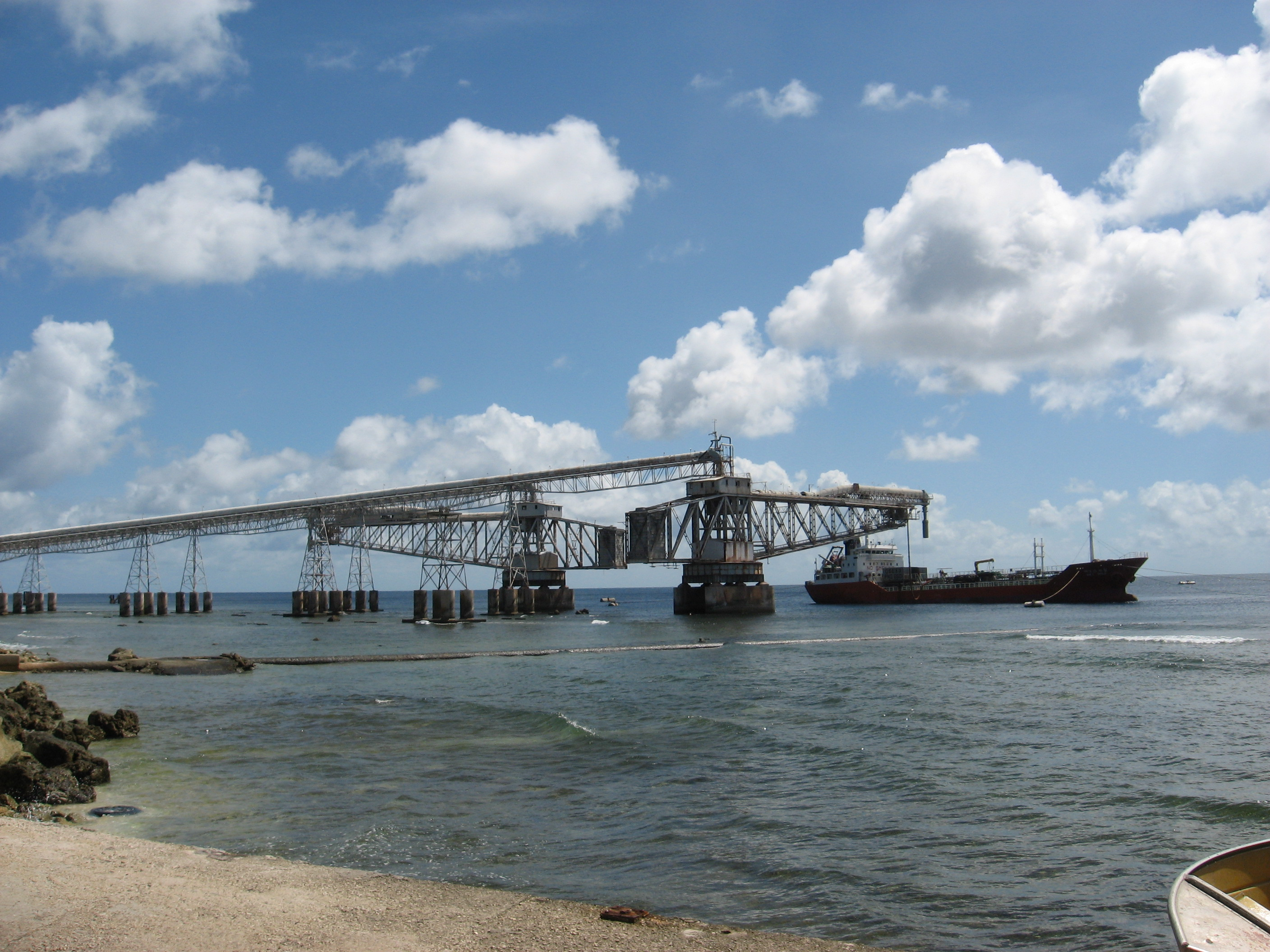
Lodní nakladače fosfátu

Ekonomika Nauru, třetího nejmenšího státu na světě, byla v minulosti primárně zaměřena na těžbu fosfátů. Od postupného útlumu těžby, počínaje rokem 2006, se z důvodu neexistence zemědělství stal pro stát hlavním příjmem prodej práv na lov tuňáků. Práva na lov tuňáků ve výlučné ekonomické zóně Nauru získalo Japonsko a Jižní Korea. Významné jsou i poplatky za provozování nauruského detenčního tábora, který na zdejším území zřizuje australská vláda. I tak je ale Nauru dnes zcela závislé na zahraniční pomoci převážně z Austrálie a Tchaj-wanu.

## Vývoj ekonomiky
Po vyhlášení samostatnosti v roce 1968 měl Nauru nejvyšší HDP na obyvatele na světě díky své velké zásobě fosfátů. S očekáváním postupného útlumu těžby byla značná část příjmu investována do svěřeneckých fondu pro zajištění ekonomické budoucnosti. Z důvodu špatného hospodaření s těmito fondy se Nauru dostalo na pokraj bankrotu. Vláda na tuto situaci reagovala zmrazením platů, snížením počtu zaměstnanců státní správy, privatizací mnoha státních agentur a zavřením několika zastupitelských úřadů. Přesto ekonomická nestabilita způsobila zhoršení zdravotní péče a snížení dováženého zboží (na Nauru je potřeba vše dovážet). Od znovuotevření australského detenčního tábora v roce 2012 se situace v zemi stabilizovala a statní rozpočet se stal téměř vyrovnaným.

## Struktura ekonomiky

### Zemědělství
Zemědělství a zemědělská tradice v zemi z důvodu těžby fosfátu neexistuje. Důvodem je nedostatek pitné vody, neboť na ostrově není žádný její přirozený zdroj, pouze voda dešťová. Tchajwanská vláda usiluje o zapojení Nauru do projektu rozvojové pomoci zaměřeného na využití zbylé půdy k zemědělským účelům. Na Nauru se nepěstuje ovoce ani zelenina. Všechny potraviny a voda se dováží převážně z Austrálie a Nového Zélandu.

### Průmysl
Kromě těžebního průmyslu na ostrově žádný jiný neexistuje. Těží se zde fosfát.

### Služby
Jedinou významnou službou je letecký dopravce Air Nauru a dva hotely.

## Vztahy s Austrálií
V současnosti je Nauru existenčně závislé na rozvojové pomoci od Austrálie. Stát používá australský dolar jako svou oficiální měnu. V roce 2001 podepsalo Nauru dohodu s Austrálií na zřízení detenčního centra pro žadatele usilující o azyl v Austrálii. Výměnou za provoz detenčního centra obdržela nauruská vláda miliony australských dolarů. Detenční centrum bylo uzavřeno v roce 2008 a znovuotevřeno v roce 2012.